# Alexander Anderson
Alexander o Alexandre Anderson (Aberdeen, 1582-ibídem, 1620) fue un matemático escocés. En su juventud fue al continente y enseñó Matemáticas en París, donde publicó o editó, entre los años 1612 y 1619, varios tratados de geometría y álgebra.
Fue seleccionado por los ejecutores de François Viète para revisar y editar sus trabajos manuscritos. Tiene especial importancia la recopilación de sus escritos, publicados después de su muerte, en los que reúne los conocimientos de los algebristas italianos, resumidos y simplificados mediante la simbología de Vieta.